# Ralph Cohen

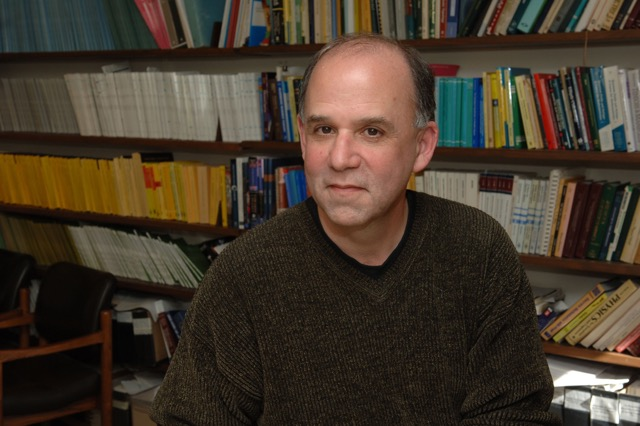
Ralph Louis Cohen

Ralph Louis Cohen (* 1952) ist ein US-amerikanischer Mathematiker, der sich mit algebraischer Topologie und Differentialtopologie befasst. Er ist Professor an der Stanford University.

## Leben und Werk
Cohen studierte an der University of Michigan mit dem Bachelor-Abschluss und wurde 1978 an der Brandeis University bei Edgar Henry Brown promoviert (On Odd Primary Stable Homotopy Theory). Er wurde 1982 Assistant Professor an der Stanford University, an der er 1992 bis 1995 der Mathematik-Fakultät vorstand und  Barbara Kimball Browning Professor für Mathematik ist. 1999 bis 2009 war er Direktor des Mathematics Research Center in Stanford.
Er war Gastprofessor in Princeton, Oxford, Cambridge, an der Universität Paris 7 und 13, an der Universität Lille und der Universität Kopenhagen.
1985 bewies er die Immersions-Vermutung (wonach jede glatte, kompakte n-Mannigfaltigkeit eine Immersion in die Sphäre {\displaystyle S^{2n-a(n))}} hat, mit {\displaystyle a(n)} der Anzahl der Einsen in der Binärentwicklung von n). Später wandte er sich Anwendungen der Topologie bei Eichfeldtheorien (Topologie zugehöriger Modulräume) und in der Stringtheorie zu (String-Topologie). Er befasst sich auch mit der Topologie von Schleifenräumen, K-Theorie und Homotopietheorie. Mit Graeme Segal und John D. S. Jones schlug er Floer-Homotopie vor (siehe Floer-Homologie).
2002 erhielt er den Distinguished Teaching Award in Stanford. 1995 war er einer der Gründer des Stanford University Math Camp (SUMaC), ein Sommer-Camp für mathematisch begabte High-School-Schüler.
1982 bis 1984 war er Sloan Research Fellow, und 1984 erhielt er den Presidential Young Investigator Award. Er ist Fellow der American Mathematical Society.
Zu seinen Doktoranden gehören Ulrike Tillmann und Ernesto Lupercio.

## Schriften
- The Immersion Conjecture for Differentiable Manifolds, Annals of Mathematics, Band 122, 1985, S. 237–328.
- mit J. D. S. Jones und Graeme Segal: Floer's infinite dimensional Morse theory and homotopy theory, in: The Floer Memorial Volume, Birkhäuser Verlag, Progress in Mathematics 133, 1995, S. 297–325.
- mit Graeme Segal, Ernesto Lupercio: Holomorphic curves in loop groups and Bott periodicity, Asian Journal of Mathematics, Band 3, 1999, S. 801–818.
- mit John D. S. Jones: Gauge theory and string topology, Arxiv 2013
- mit Kathryn Hess, Alexander A. Voronov: String Topology and Cyclic Homology, Birkhäuser 2006
- mit Gunnar Carlsson: The What, Where and Why of Mathematics. A handbook for Teachers. 1991.
- mit Gunnar Carlsson: Topics in Algebra. 1999.